# Angélique Mezzara
Angélique Mezzara, née Marie Angélique Foulon à Paris en 1793 et morte dans la même ville le 13 septembre 1868, est une peintre française.

## Biographie
Marie Angélique Foulon est la fille de Nicolas Foulon et de Marie Louise Françoise Marotte du Coudray.
Elle épouse le peintre François Gaspard Mezzara. Parmi leurs enfants, Joseph et Pierre seront sculpteurs.
Elle meurt à son domicile parisien de la rue Blanche le 13 septembre 1868.